# Abloux
Abloux – rzeka we Francji, przepływająca przez tereny departamentów Indre i Creuse, o długości 49,7 km. Stanowi prawy dopływ rzeki Anglin. Przepływa przez obszar następujących gmin:
- Creuse: Bazelat, Azerables, Saint-Sébastien,
- Indre: Parnac, Éguzon-Chantôme, Bazaiges, Vigoux, Saint-Gilles, Chazelet, Saint-Civran, Sacierges-Saint-Martin, Prissac.